# 箒

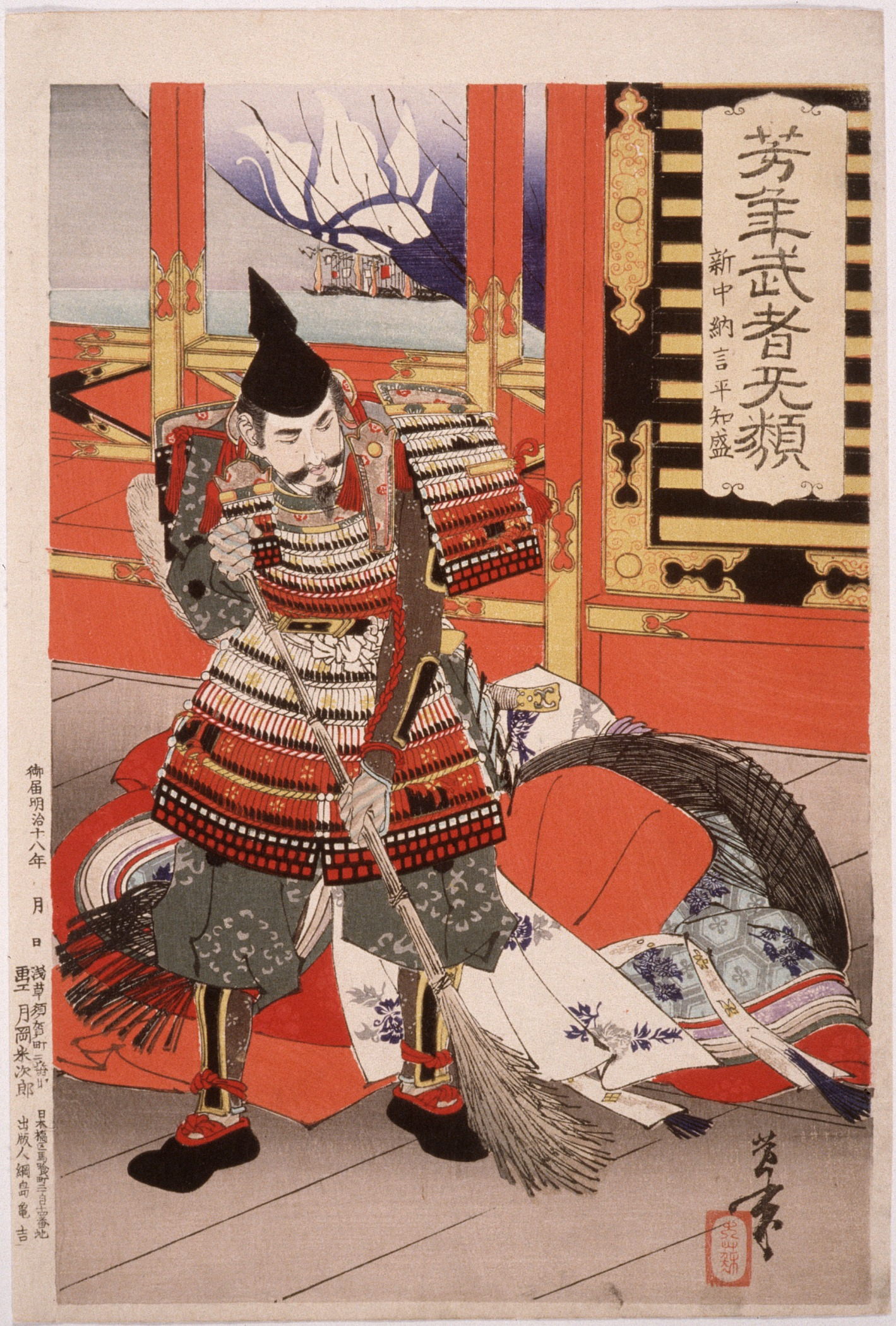
箒で掃除中の平知盛。月岡芳年画

箒（ほうき）は、主に掃除に使用する道具の一つである。
形状は、植物の枝や繊維などを束ねたものを棒の先に着けている。その繊維などはブラシまたは大型の筆状や刷毛状を呈しており、それにより床面や庭などの塵やごみを掃く。大きさや材質には種々のものがある。

## 種類
箒の種類には、主に以下のようなものがある。形状としてみた場合、竹箒とホウキギを用いたものを除き、筆でいう平筆状である。材質が異なる場合があるが、基本的な構造などは同じである。呼び方は製作元・販売元、あるいは地域によって異なることがある（棕櫚箒を座敷箒の代名詞的に用いたりするなど）。

### 箒の形態
- 手箒（てぼうき）
箒の柄が短いもの。または小型なもの。ハンド箒・小箒とも。
そのほか、手箒と表現するのがためらわれるような、机上専用の小さなブラシ状・刷毛状のものなども箒と称することがある。実際に刷毛や筆が清掃用途に転用される場合も見られる。小さなものは洋服ブラシとして使われることがある。天井専用の箒もある。
- 長箒（ながぼうき）
箒の柄が長いもの。主に立ったまま床などを掃けるような長さのもの。長柄と短柄のように区別することもある。長柄は左右両用の平筆状だが、短柄は扇形をしていることが多く、やや腰をかがめて用いなければいけないこともある。短柄は半柄ともいう。

### 箒の材質
- 草箒（くさぼうき）
  - 狭義の草箒

ホウキギ（アカザ科）の植物体を乾燥させてそのまま、あるいは枝を束ねて庭箒などとして用いるもの
  - 広義の草箒

上記のホウキギを含め、いわゆる「草」を利用したもの。座敷箒として広く用いられているものには、ほうき草ともいうホウキモロコシ（イネ科）の花穂を乾燥したものが用いられる。ホウキモロコシは秋口、ピンク色に変化する。アシやイグサなども用いられる。本来の意味の荒神箒は、稲藁を束ねて作るものといい、これも草箒である。
- 竹箒（たけぼうき）
竹の枝を束ねたもの。孟宗竹や寒小竹などが用いられる。材質が固いため、主に庭箒として使われる。高箒（たかぼうき）とも慣用される。柄も竹である。竹枝箒ともいう。似たものに枝を密に束ねたササラ箒がある。
- 棕櫚箒・棕呂箒（しゅろぼうき）
シュロ（ヤシ科）の幹の繊維（シュロ皮・鬼毛）を用いたもの。主に座敷箒・手箒として用いられる。鬼毛箒とも。地域によっては座敷箒の代名詞的に言われる。
- 万年箒・萬年箒（まんねんぼうき）
水に強く、耐久性に富むことから万年箒と呼ばれる。土間箒とほぼ同義。下記のもののほか、ポリプロピレンなどのプラスチック素材もよく用いられる。シュロを用いることもある。
- パーム箒
タワシと同様、ヤシの実の繊維を用いたもの。手箒にもよく用いられる。ヤシの葉の葉脈を用いたものもある。
- シダ箒
ヒタムファイバーと呼ばれる熱帯原産のニガシダ（苦シダ）の繊維を用いたもの。黒シダや赤シダなどのように品質が異なるものがある。万年シダ箒ということもある。一般に万年箒というと、このシダ箒を指す。

なお、柄の材質はおおむね竹が用いられることが多いが、木の丸棒、金属パイプなども用いられる。とくに自在箒には伸縮式のものがあり、ヘッドをブラシではなくゴムのスクイジー（ワイパー）に交換できるものもある。

### 特殊な箒
- 自在箒（じざいぼうき）
ブラシ箒。穂先が付けられている部分が板状になっており、柄にネジで取り付けられているため、その向き（傾き）が自在に変わり、長柄の箒のように掃くことができる。和箒とは仕組みが異なるが、考案したのは日本人である。自由箒ともいう。ポリプロピレンやパーム、シダ、馬の毛などの素材が用いられ、磨り減ったら交換できる。30・45・60センチの幅のものが主に用いられる。床に穂先を押し付けたまま滑らすように掃く。「ほうき型掃除機」などという場合の「ほうき」はこの箒である。なお、ブラシ部分が動かない押し箒というものもある。押し箒、自在箒とも、フロアブラシと呼ばれる。凹凸がある床面には適さない。
- 羽ぼうき（はぼうき・はねぼうき）
製図やイラストの製作時、消しゴムのカスなどを払う際に用いる。なお、茶道用のものもある（後述）。

## 箒の地域性

### 西洋
ヨーロッパでは古来よりエニシダの枝で箒が作られていた。西洋の箒には日本の熊手に近い硬さのものもある。
ヨーロッパにおいては、箒は魔女などの魔法使い達がそれに乗って飛行し、移動に使う道具であると信じられてきた。形状は日本の竹箒と同じであるが、竹製ではない。小説『ハリー・ポッター』シリーズに登場するクィディッチ用箒もその一つ。
アメリカ海軍では、新しい軍艦の試運転が問題なく終了する（スラングで「掃除が済む」と言う）と、巨大な箒をマストに掲げる。
なお、ヨーロッパ各地にはセイヨウヤドリギに雷除けの効果があるという伝承があり、スイスのアールガウなどでは雷箒と呼ばれている。

### 日本

#### 和箒
日本には和箒と呼ばれる特有の箒がある。

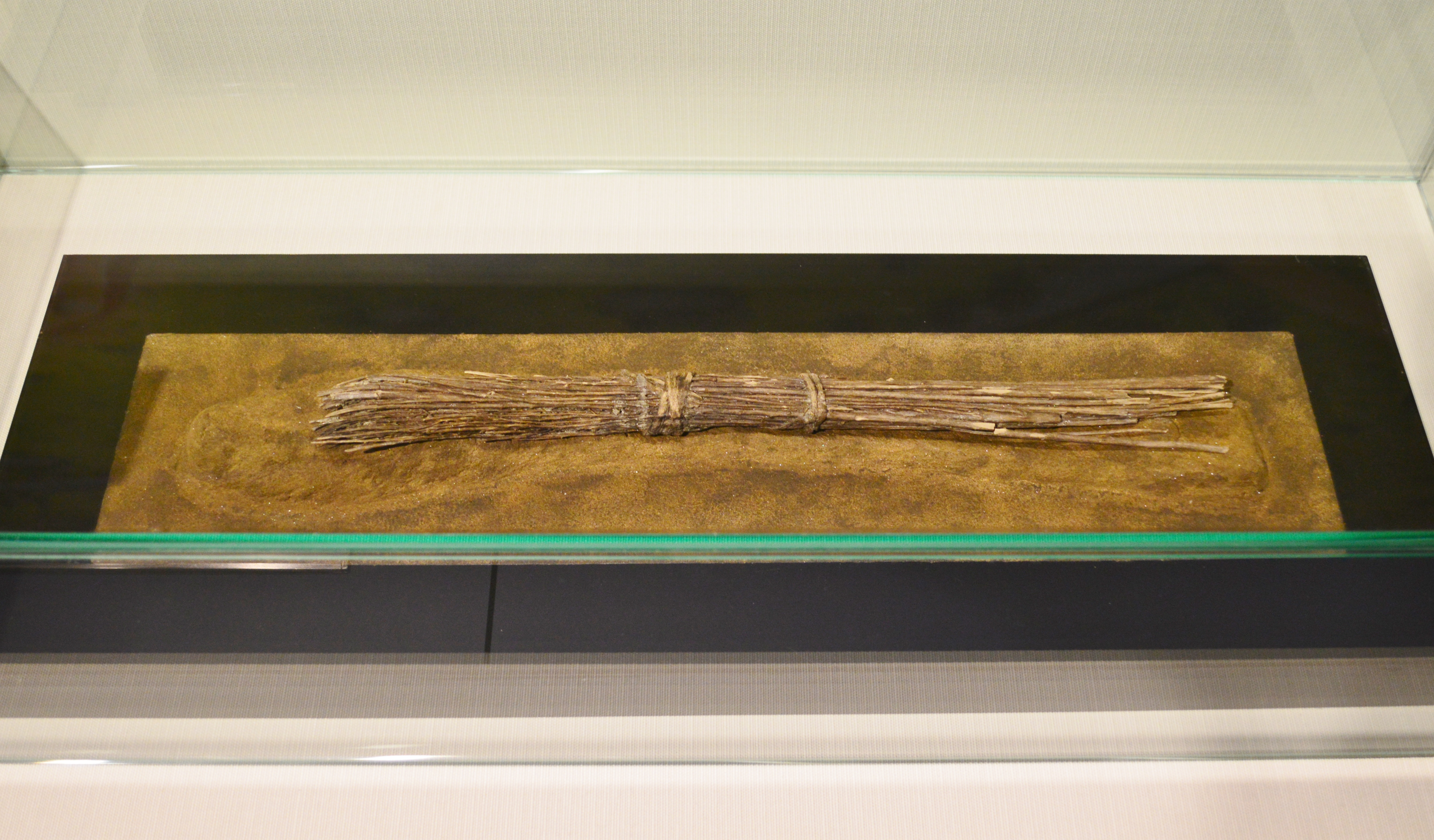
新堂遺跡（奈良県橿原市）出土 箒
日本最古の箒。歴史に憩う橿原市博物館展示。

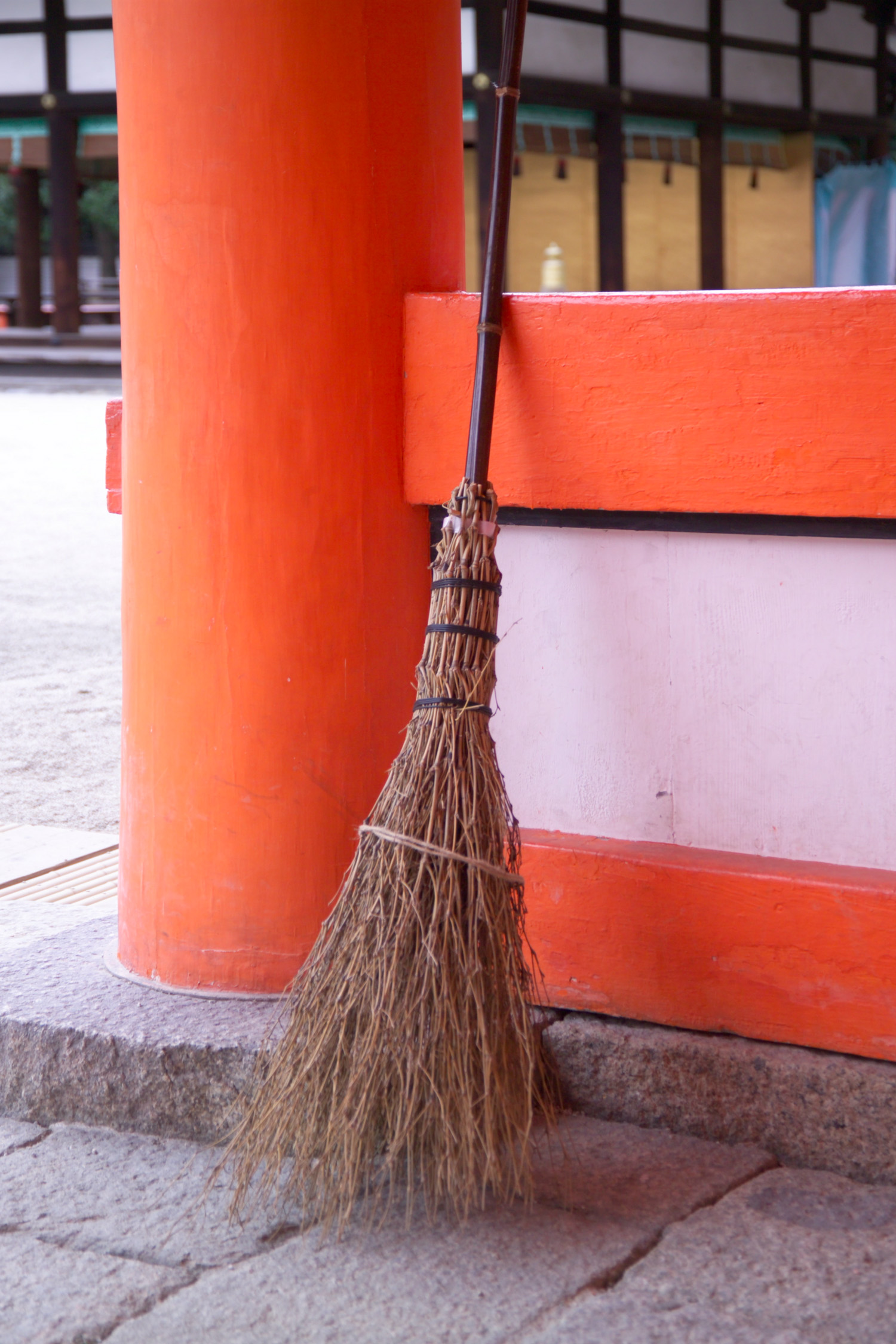
箒（下鴨神社・京都市左京区）

日本において現存する最古の箒は、古墳時代中期（5世紀後半）のものと言われる。しかしながら、それは小枝を束ねた「箒状のもの」であり、清掃用具として用いられたかどうかは定かではない。
「箒」の語は『古事記』中に「玉箒」や「帚持（ははきもち）」として登場する。ここでいう「玉」は人間の魂（霊魂）のことを指す。「帚持」とは、葬列を組む際に箒を持って加わった人（またはその役目）のことを指す。すなわち、奈良時代における箒は、祭祀用の道具として用いられるなど宗教的な意味があったといえる。
平安時代には、掃き掃除の道具として使用されたことが記録に残っている。室町時代には箒売りという職業が登場するが、ここでいう箒は掃除用具としての箒であり、その需要が高まったことを示唆する。
この時代の箒は庭箒や竹箒であるといい、また、庭箒の材質はシュロであったという。江戸末期からはイネ科のホウキモロコシを用いたものが出てきたとされるが、長らく地域により好んで用いるものが異なっていた。第二次世界大戦頃までは、とくに京都以西における座敷箒の材質はシュロであり、ホウキモロコシを用いたものは関東箒、江戸箒、東京箒などと呼ばれた。長野県松本市芳川野溝（よしかわのみぞ）地区の「松本ほうき」のように関東以外にもホウキモロコシ製箒の産地がある。江戸箒、東京箒などの語は現在でも用いられることがある。
竹箒のように丸く束ねた箒が、現在の座敷箒のような平坦な形状になったのが何時頃かは判明していない。
現在では、電気掃除機の普及や絨毯・カーペット敷き部屋の増加により、屋内で使用されることは少なくなっている。さらに、各種アレルギーとの関連で、埃をたてる掃除の方法は推奨されなくなりつつある。座敷箒や庭箒は、静岡県浜松市にてその70％が生産されている。

#### 用途

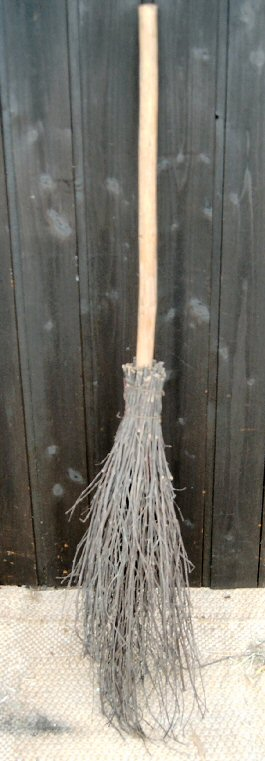
庭箒の一種

- 座敷箒（ざしきぼうき）
主に旧来からの畳による座敷の清掃を目的としたものだが、畳でなくとも用いる。室内向け。
- 土間箒（どまぼうき）
下記のパームやシダを用いた屋外向けの箒（万年箒）をこのように言うことがある。庭箒の一種ともいえる。外箒や玄関箒ともいう。
- 庭箒（にわぼうき）
庭など屋外にて用いるもの。主に地面の上の落ち葉を集めるなどの目的のため、穂先の目の粗い竹箒が用いられる。広義では上の土間箒等も含む。
- 荒神箒（こうじんぼうき）
本来は竈（かまど）の周囲などの清掃に用いる小型のものだが、下記の手箒の代名詞的にも用いられる。荒神とは火神であり、かまど神である。そのため、荒神箒で他所を掃くのは忌み嫌われ、罰があたるなどのことも言われた。

この他に茶道具としての羽箒がある。座箒（ざぼうき）や炉箒（ろぼうき）ともいい、インコ、オウム、鶴、鷹などの羽で作る。茶室にて炉から炭の灰が飛び散ったり、少々の茶がこぼれた際、それを払うのに用いる。香道にても用いる。羽箒のことを毛箒（けぼうき）ということもある。
ワラビの茎葉やシュロの葉を束ねて作る葉箒（はぼうき）というものもある。茶道において露地（茶室の庭）にかけられるもので、実際の掃除には用いられない。棕櫚箒や蕨箒（わらびぼうき）と呼ばれる。露地箒（ろじぼうき）と総称される。
伝統的な煤払いの際には、特別にそのための大型の箒が笹や藁などで新調され、役目が終わった箒は川に流されたり小正月のときに燃やされたりする。この際の箒は、天井をはじめとした家屋の構造物、器物の掃除などにハタキのごとく用いられる。

#### 日本文化

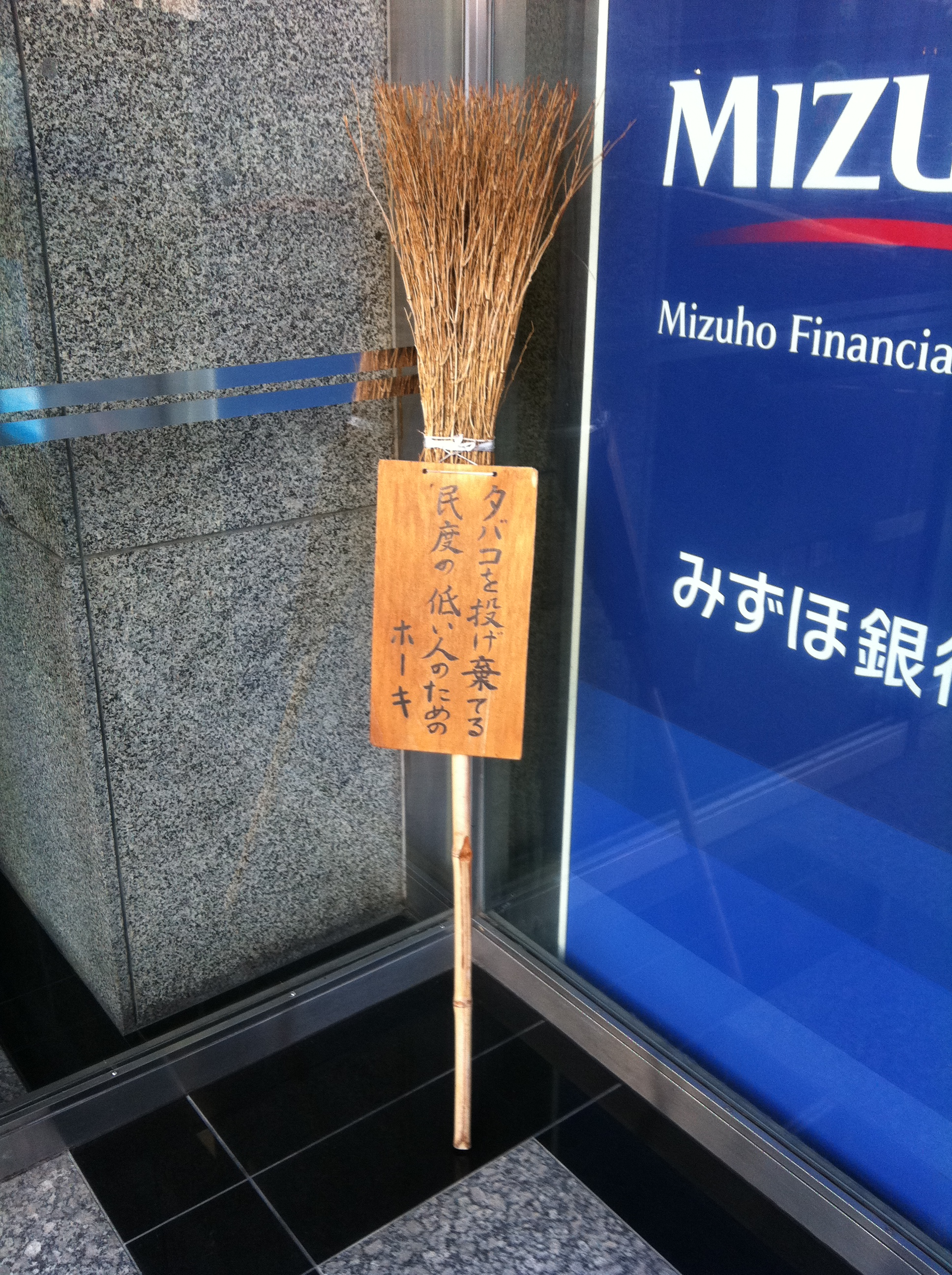
箒を逆さに立てかけることで望ましくない客を帰す、というまじないも伝わっている。

日本においては、魂を「掃き集める」ことや邪を「払う」ことなどと結びついた民間信仰などがみられる。
菷は掃除の道具ではあるが、前述のように祭祀等にて用いられてきた神聖な道具でもあり、日本の庶民の間においても菷神（ははきがみ・ほうきがみ）という神が宿るとされた。
菷神は産神（うぶがみ）のひとつである。掃除の行為である「掃き出す」ということが出産と結びついたためといわれるが、古名である「ははき」が「母木」に通じるところからともいわれる。また箒の形が依代（よりしろ。神道において神事の際に一時的に神が宿るもの。たとえば榊の束）に似ているために信仰対象になったともいわれる。
妊婦の枕もとに立てて安産を祈る、産気づいたときに燈明を点けて妊婦に拝ませる、そしてその箒で妊婦の腹をなでるということも行われた。新品の菷で妊婦の腹をなでることが安産につながるとも信じられた。
このように、菷は神聖なものであるため、それを跨いだり踏みつけたりする等の行為を忌み、「罰（ばち）が当たる」等と考える風習は各地に伝わっている。
菷を玄関などに逆さに立てかけると、長居の客を帰すことができるとのまじないも伝わる。これは「掃き出す」のほか、「払う」ことからきていると考えられる。逆さにするということは、前述の「帚持」のスタイルを想起させる。
煤払いのときに用いた菷の扱いも地方により異なる。翌年まで神棚に納めておく地域もあれば、使用後に屋外に立て、神酒（みき）などを備える地方もあった。
なお、高野箒（コウヤボウキ）というキク科の小低木がある。これは高野山にて竹などが乏しかったため、この木の枝を用いて箒を作ったことからと言われる。玉箒（タマボウキ）の異名もあり、これは本種の枝を束ねて作った箒に玉飾りを付け、正月の最初の子の日に飾ったことから来たといわれる。この際の「玉」が前述の「魂」に通じているといい、魂を掃き寄せること、すなわち延命長寿の願いが込められているとされる。養蚕におけるカイコの繭の象徴とする見方もある。

### 東南アジア
東南アジア特有の箒として扇型に広がった毛先を持つ藁製の箒がある。

## 語源
「ほうき」は「ははき」の音が変化したものである。「ははき」は、古くは鳥の羽を用いたところから「羽掃き」の意とされる。
中国語で「ほうき」を意味する zhǒu は、その漢字表記である「帚」（竹冠や草冠を加えて「箒」や「菷」とも表記される）が形声文字の音符として 婦 fù に含まれること等から上古漢語およびそれ以前には主母音の前に唇音を持っていたと考えられており、同じく唇音を持つチベット語 འཕྱག་པ་ 「掃除する」やビルマ語 ဖျက် 「消し去る」などとともに、シナ・チベット祖語の「ほうき」または「掃く」を意味する語に遡るとされる。

## 菷の付く語
- 形が似ていることから、彗星のことを「箒星（ははきぼし・ほうきぼし）」という。そもそも「彗」は古代中国における箒（帚）のことであった。
- 遊郭などが多い遊里にて次々に芸妓と関係することや、そのようなことをする男を「菷客」という。浮気者の意にても用いられる。
- 香辛料としても用いるバジルは目菷（めぼうき）の和名がある。
- 古典文学などにおいて、「箒木の（ははきぎの）」は「母」にかかる枕詞となっている（または母のことを指す）。「ははきぎ」は「ホウキギ」の古語であるともいわれるが、箒のように枝が広がったヒノキの老木を指していうこともあった。源氏物語の「箒木の巻」でいう箒木は後者である。